# Sin miedo a la verdad
 (mai 2020).
Si vous disposez d'ouvrages ou d'articles de référence ou si vous connaissez des sites web de qualité traitant du thème abordé ici, merci de compléter l'article en donnant les références utiles à sa vérifiabilité et en les liant à la section « Notes et références ».
 (juillet 2020).
Sin miedo a la verdad est une telenovela mexicaine produite par Rubén Galindo pour Televisa. Elle est diffusée le 8 octobre 2018 sur la chaîne Las Estrellas .

## Synopsis

### Première saison:Nous ne sommes plus seuls
Manu (Álex Perea) est un héros cybernétique qui a un Vlog, qui est utilisé anonymement sous le pseudonyme « Gus », avec cette identité anonyme, il protège tous ceux qui ont été victimes d'une certaine injustice. Dans chaque épisode avec ses capacités, il résout différents cas liés à divers problèmes tels que l'intimidation, la cyber-intimidation, les sextapes, la corruption, l'impunité, le trafic d' organes, le trafic de drogue en ligne, les défis liés au suicide, la traite des êtres humains et le vol de bébés. Grâce à son mentor Doña Cata (Dacia González), il a réussi à se remettre de son terrible passé, et au fur et à mesure que chaque cas sera résolu, il découvrira également tout sur son terrible passé dont il a survécu.

### Deuxième saison:Le Réveil
Après avoir été dans le coma pendant trois mois et avoir découvert que sa sœur Estéfani (Ana Cristina Rubio) est « El Chaka » et est en vie, Manu se réveille et se rend compte qu'il a une balle dans la tête, il essaie de récupérer quand il découvre que Bere (Tania Niebla) l'a quitté et son vlog Sin miedo a la verdad a été piraté par quelqu'un qui charge en échange d'aider les gens. Manu devra fuir un Horacio de plus en plus puissant (Fermín Martínez), rechercher sa sœur, découvrir la vérité sur la disparition de Bere et découvrir le secret derrière Lety, qui continuera à essayer de retrouver son amour. Doña Cata, comme toujours, continuera à être son allié inconditionnel, aux côtés de Chicho (Víctor Civeira) et Genaro (Rubén Cerda).

## Distribution
- Álex Perea : Manuel « Manu » Monteiro / Gus
- Dacia González : Catalina « Doña Cata » Gómez
- Ana Cristina Rubio : Estefani Montero
- Tania Niebla : Berenice « Bere » Hidalgo
- Paola Miguel : María José « Maríjosé » Hidalgo
- Eugenio Montessoro : Alfredo Alonso
- Arturo Nahum : Alberto « Pila » Gómez
- Fermín Martínez : Horácio
- Víctor Civeira : Chicho
- Catalina López : Amanda
- Israel Islas : Isidro
- Ligia Uriarte : Lety

## Production
La série a été renouvelée pour une deuxième saison qui a été diffusé entre le 8 juillet et 9 août 2019, puis à nouveau pour une troisième saison  qui a été diffusé entre le 9 mars et le 24 avril 2020.